# Robert de La Porte
Robert de La Porte, de Caen, mort en 1379  , est un prélat français du XIVe siècle   . 

## Biographie
Robert de La Porte est professeur en droit canonique et chancelier du roi de Navarre Charles le Mauvais. Il est nommé  évêque d'Avranches en  1359 par le  dauphin, depuis Charles V. En 1378 il est accusé de trahison par Charles V, qui ordonne de l'arrêter.

## Source
- L'ancienne église de France. Province ecclésiastique de Rouen, 1866.